# Кельдыев, Вали Нарпулатович
Вали Нарпулатович Кельдыев (Келдиев; 4 октября 1970) — советский и узбекистанский футболист, полузащитник, тренер. Выступал за сборную Узбекистана.

## Биография
В советский период выступал в низших лигах за «Сурхан» (Термез), «СКА-РШВСМ» (Ангрен), «Умид» (Ташкент).
После распада СССР стал играть за «Навбахор» (Наманган) в высшей лиге Узбекистана. Становился обладателем (1992, 1995) и финалистом Кубка Узбекистана, неоднократным призёром чемпионата страны. В 1996 году, когда «Навбахор» завоевал чемпионский титул, футболист уходил из клуба и выступал за «Нурафшон» (Бухара), однако на следующий год вернулся в «Навбахор».
С 1998 года попеременно играл за «Сурхан» и за клуб из Бухары, называвшийся теперь «Бухара».
Летом 2002 года перешёл в «Насаф» и выступал за него шесть неполных сезонов, сыграв более 100 матчей. Становился бронзовым призёром чемпионата Узбекистана и финалистом Кубка страны. В конце карьеры провёл полсезона в клубе «Тупаланг» (Сарыасия).
Всего в высшей лиге Узбекистана сыграл 415 матчей, забил 102 гола. В зачёт Клуба Геннадия Красницкого забил 115 голов.
11 апреля 1994 года дебютировал в сборной Узбекистана в матче Кубка Центральной Азии против Туркменистана. Всего за сборную провёл 3 матча, все — в апреле 1994 года в рамках того же турнира.
После окончания игровой карьеры несколько лет работал тренером в системе клуба «Машъал», в том числе в 2014 году возглавлял дублирующий состав клуба. В 2016—2018 годах возглавлял клуб первой лиги «Нарын» (Хаккулабад), в 2016 году клуб участвовал в стыковых матчах за выход в высшую лигу, в которых уступил. В ходе сезона 2018 года после неудачного старта тренер покинул «Нарын». В августе 2018 года назначен тренером клуба Про-Лиги-Б «Заамин» (Джизак). В 2020 году получил тренерскую лицензию «А». В феврале 2022 года возглавил клуб «Гиждуван».
Принимал участие в соревнованиях ветеранов.

## Достижения (как игрок)
- Бронзовый призёр чемпионата Узбекистана: 1993, 1994, 1995, 1997, 2005, 2006
- Обладатель Кубка Узбекистана: 1992, 1995
- Финалист Кубка Узбекистана: 1993, 2003